# 田島義彦
田島 義彦（たじま よしひこ）はYTS山形テレビの社員で同局元アナウンサー。

## 略歴
1984年に新潟総合テレビから移籍し、1992年までアナウンサー。その後制作局ディレクター、報道局記者、総務局を経た後、2007年4月1日付で酒田支社長に栄転。但し、1995年から1997年の間は記者兼任でアナウンス部に再度在籍している。

## 担当番組
- YTSニュースワイド60（フジテレビ系列時代）
- YTSステーションEYE（テレビ朝日系列時代）